# 凯文·麦克劳德
凯文·麦克劳德（英語：Kevin MacLeod，/məˈklaʊd/ mə-KLOWD；1972年9月28日—），美国音樂家﹑作曲家。他所制作的大量音乐作品均在知识共享许可下发布，在署名的情况下允许免费使用他的音乐作品，因此受到不少音視訊制作机构的欢迎。2015年6月，麦克劳德获得由欧洲网络影片学院（European Web Video Academy）颁发的2015德国网络影片奖之“国际网络影片荣誉奖”称号，以此表彰他的作品对德国影片制作界所作出的贡献。
他所制作的音乐也被用在某些视频游戏（例如坎巴拉太空计划）以及大量的YouTube视频中。麦克劳德的其中一个作品Monkeys Spinning Monkeys是抖音上播放量第二多的音乐，从2021年一月至六月已被播放32亿次。

## 职业生涯

### 作品发布
麦克劳德本人说道：“我用知识共享协议发布作品是为了最大限度地增加可以使用我作品的人数。”在他网站上的FAQ里，他表示“自己对目前的著作权状况表示非常不屑”，以及“希望能创造一种与现在不同的版权样式。”
他主要的许可证形式是CC-BY，即他的音乐可以免费使用，但必须注明作品来源（署名）。对于不愿意或无法提供作品来源的人，也可以使用另一种许可证，价格为：
- 一首歌曲30美元，
- 两首歌曲50美元，
- 三首或更多歌曲每首20美元。[6]